# Райхенбахська конвенція (1790)
Райхенбахська конвенція або Райхенбахська угода — угода між Австрією на чолі з імператором Священної Римської імперії Леопольдом II та Пруссією на чолі з королем Пруссії Фрідріхом Вильгельмом II, яку укладено 27 липня 1790 року у Райхенбасі (нині Дзержонюв, Польща), за підсумками конференції, що пройшла там у червні-липні 1790 року, у якій брали участь також представники Великої Британії та Нідерландів. Конвенцію підписано австрійськими уповноваженими князем Рейссом та бароном Шпільманом, а також прусським першим міністром графом Герцбергом.

## Передісторія конвенції
Під впливом Великої французької революції, 1789 року, у Австрійських Нідерландах також спалахнула революція, що отримала назву Брабантської. Австрія, що вступила 1788 року на боці Російської імперії до російсько-турецької війни 1787—1792 років проти Османської імперії та перебувала у стані дипломатичного конфлікту з Пруссією потрапила у складне становище. З цієї ситуації остання вирішила скористатись.
Пруссія на той момент перебувала в союзі з Великою Британією та Нідерландами. Погрожуючи Австрії війною, прусський король Фрідріх Вільгельм II вимагав від неї негайно укласти мир з Османською імперією, відновивши австрійсько-турецький кордон по лінії, яку встановлено Пожаревацьким миром 1718 року, й передати Річи Посполитій частину Галіції. Відповідно, Річ Посполита за прусським планом мала поступитись Пруссії містами Гданськ і Торунь. Таким чином королівство придбало б нові території без будь-яких жертв зі свого боку.
Австрійський імператор Леопольд II, бажаючи уникнути нової війни та сподіваючись дипломатичним шляхом змусити Пруссію відмовитись від своїх вимог, запропонував врегулювати усі протиріччя на конгресі. Одночасно з цим Леопольд II, розуміючи, що Пруссія без підтримки Великої Британії не наважиться на ворожі дії, почав перемовини з британським урядом Вільяма Пітта.
Велика Британія, яка прагнула відірвати Австрію від союзу з Росією та врятувати Туреччину від розгрому, в свою чергу, не хотіла допустити зміцнення Пруссії. Тому представники Великої Британії та Нідерландів, що прибули на конгрес до Рейхенбаху (Еварт і Реєде) заявили, що у разі виникнення війни між Пруссією та Австрією обидві морські держави не будуть вважати себе пов'язаними союзними зобов'язаннями з Пруссією. Остання, таким чином опинилась в ізоляції й була змушена відмовитись від своїх планів.

## Умови конвенції
Райхенбахську конвенцію підписано на умовах, які продиктувала Велика Британія. Її оформлено у вигляді двох декларацій — австрійської та прусської. Австрія у своїй декларації зобов'язалась «докласти своїх зусиль» до відновлення миру з Османською імперією на підставі статус-кво. Майбутній мирний конгрес мав проходити за посередництва Англії, Пруссії та Голландії, причому зумовлено, що буде здійснено деякі зміни кордонів на користь Австрії. У цьому випадку Пруссія мала отримати за першої ж нагоди рівноцінні компенсації.
Пруссія у своїй декларації приймала все вищезазначене до уваги і вимагала від Австрії не допомагати Росії у її війні з Туреччиною. Вона також взяла на себе обов'язок сприяти відновленню у Австрійських Нідерландах австрійського панування, що ліквідовано в ході Брабантської революції й спільно з морськими державами гарантувала його збереження.

## Наслідки конвенції
Прямим наслідком конвенції укладення Систівської мирної угоди 1791 року та придушення революції у Австрійських Нідерландах, що знову опинились під владою австрійців.
Найбільші вигоди з Райхенбахської конвенції винесла Велика Британія: Пітт змусив Австрію вийти з війни з Туреччиною й запобіг зіткненню між нею та Пруссією, зберіг вигідну для Великої Британії «рівновагу» та зміцнив позиції Османської імперії в її війні з Росією.
Рейхенбахська конвенція призвела до подальшого зближення та союзу між Австрією та Пруссією з метою участі в контрреволюційній коаліції проти Франції й полегшила створення першої антифранцузької коаліції 1792—1797 років.